# Leptogaster bivittata
Leptogaster bivittata är en tvåvingeart som beskrevs av Pavel Lehr 1975. Leptogaster bivittata ingår i släktet Leptogaster och familjen rovflugor. Inga underarter finns listade i Catalogue of Life.